# Phasia arrata
Phasia arrata là một loài ruồi trong họ Tachinidae.